# Makoto Ninomiya
Makoto Ninomiya (二宮 真琴 Ninomiya Makoto?, n. 28 mai 1994, Hiroshima, Japonia) este o jucătoare japoneză de tenis.
De-a lungul carierei, ea a câștigat un titlu la simplu pe Circuitul ITF și a atins în clasamentul WTA la simplu locul 280 în februarie 2016. La dublu, a câștigat patru titluri în Turul WTA, precum și 21 de titluri ITF și a ajuns pe locul 20 mondial la 22 octombrie 2018.